# Maimire
Maimire is een geslacht van spinnen uit de familie trilspinnen (Pholcidae).

## Soorten
Het geslacht kent de volgende soort:
- Maimire tuberculosa González-Sponga, 2009